# Nazira Karodia
Nazira Karodia FRSC là một nhà hóa học, giáo sư khoa học giáo dục và trưởng khoa khoa học và kỹ thuật tại đại học Wolverhampton. Cô làm việc tổng hợp hữu cơ, hóa học xanh, các hợp chất dị vòng và giáo dục khoa học.

## Tuổi thơ và giáo dục
Karodia sinh ra và lớn lên ở Nam Phi dưới thời apartheid. Giống như hầu hết mọi người không có nguồn gốc châu Âu, cô phải chịu sự phân biệt chủng tộc trong thời gian đi học. Cô học môn hóa học tại Đại học Natal, nơi chỉ dành cho người da trắng, và cô đã  tốt nghiệp vào năm 1990. Karodia rời Nam Phi vào năm 1992. Karodia hoàn thành bằng tiến sĩ tại Đại học St Andrew, làm việc về phosphor ylide do Alan Aitken giám sát vào năm 1995.

## Sự nghiệp và nghiên cứu
Karodia gia nhập Đại học Florida với tư cách là thành viên của Trung tâm Hóa học dị vòng, nơi cô làm việc về phát triển các chất Benzothiazines và Benzotriazoles. Karodia được bổ nhiệm làm giảng viên cao cấp tại Đại học Tổng hợp và làm giám đốc cho STEM năm 1998. Tại đây Karodia đã phát triển mối quan tâm của mình đối với các chương trình giáo dục khoa học và tiếp cận khoa học nhằm mang lại lợi ích cho cộng đồng địa phương. Cô là thành viên cao cấp của chương trình STEM của Hội đồng giáo dục đại học Anh (HEFCE), nơi cô được làm Giám đốc khu vực (gồm Yorkshire, Humber và Đông Bắc) của chương trình HE STEM quốc gia. Nghiên cứu hóa học của Karodia tập trung vào chất lỏng ion và polyme tinh thể lỏng. Karodia là một phần của dự án GENOVATE do Liên minh Châu Âu tài trợ: Chuyển đổi văn hóa tổ chức vì bình đẳng giới trong nghiên cứu và đổi mới. Karodia cũng làm việc trên các chương trình để thúc đẩy sự nghiệp trong khoa học và kỹ thuật, đặc biệt là cho các sinh viên từ các bộ phận của cộng đồng.